# Noble (album)
Noble -Vampire's Chronicles- är Versailles första studioalbum och det gavs ut den 16 juli 2008.

## Låtförteckning
| Nr           | Titel                                                       | Text         | Musik        | Längd |
| ------------ | ----------------------------------------------------------- | ------------ | ------------ | ----- |
| 1.           | Prelude                                                     | Kamijo       | Kamijo       | 1:33  |
| 2.           | Aristocrat's Symphony                                       | Kamijo       | Kamijo       | 6:15  |
| 3.           | Antique in the Future                                       | Kamijo       | Kamijo       | 5:46  |
| 4.           | Second Fear -Another Descendant-                            | Kamijo       | Teru         | 3:08  |
| 5.           | Zombie                                                      | Kamijo       | Teru         | 3:52  |
| 6.           | After Cloudia                                               | Kamijo       | Hizaki       | 4:53  |
| 7.           | Windress                                                    | Kamijo       | Hizaki       | 4:28  |
| 8.           | The Revenant Choir (Album Version)                          | Kamijo       | Versailles   | 7:01  |
| 9.           | To the Chaos Inside                                         | Kamijo       | Teru         | 3:14  |
| 10.          | Suzerain                                                    | Kamijo       | Hizaki       | 4:20  |
| 11.          | History of the Other Side                                   | Kamijo       | Hizaki       | 9:38  |
| 12.          | Episode                                                     | Kamijo       | Kamijo       | 3:10  |
| 13.          | The Revenant Choir ((Single Version) European Edition Only) | Kamijo       | Versailles   | 8:43  |
| 14.          | Prince (American Edition & Japanese Re-issue Only)          | Kamijo       | Hizaki       | 4:50  |
| Total längd: | Total längd:                                                | Total längd: | Total längd: | 70:51 |